# 華盛頓特區電車
華盛頓特區電車（英語：DC Streetcar）是美國華盛頓特區的大眾交通運輸系統。
目前只包括一条线：H街/本寧路線（ H Street/Benning Road Line ）；一条2.4英里的路段，沿H街和本宁路在城市东北区运行；已於2016年2月27日正式營運。
华盛顿特区电车是自1962年拆除以前的有轨电车系统以来，第一个在哥伦比亚特区运行的有轨电车。该系统归哥伦比亚特区交通局所有：巴黎大众运输公司被选为运营商。

## 外部連結
- 官方网站
- DC DDOT Streetcar Project （页面存档备份，存于）
- D.C. Dept. of Transportation video of the first DC Streetcars arriving on Dec. 15, 2009 （页面存档备份，存于）